# UNetbootin
UNetbootin (Universal Netboot Installer) là một tiện ích đa nền tảng có thể tạo ra hệ thống live USB và có thể tải một loạt các tiện ích hệ thống hoặc cài đặt các bản phân phối Linux khác nhau và các hệ điều hành khác mà không cần một đĩa CD.

## Modes

### Cài đặt USB
Chế độ cài đặt này tạo một USB có thể khởi động và USB Hard Disk Drives có thể khởi động; nó là công cụ tạo Live USB
- Đa nền tảng(có sẵn cho Windows, Linux và Mac OS X)
- Cài đặt không phá hủy(không định dạng thiết bị)sử dụng Syslinux.
- Hỗ trợ những bản phân phối Linux phổ biến, như Ubuntu, Fedora, openSUSE, CentOS, Gentoo, Linux Mint, Arch Linux, Mandriva, MEPIS, Slackware cũng như FreeDOS, FreeBSD và NetBSD.
- Có thể tải một loạt các tiện ích hệ thống, như Ophcrack, BackTrack.
- Hệ điều hành khác có thể được nạp thông qua hình ảnh ISO tải về trước hoặc tập tin ảnh đĩa mềm/ ổ cứng.
- Tự động phát hiện tất cả các thiết bị di động
- Hỗ trợ LiveUSB bền vững (bảo quản các file khi khởi động lại; tính năng này chỉ hỗ trợ Ubuntu)

Nhiều cài đặt trên cùng một thiết bị không được hỗ trợ.

### Cài đặt ổ cứng
Chế độ cài đặt này thực hiện một cài đặt mạng or "cài đặt tiết giảm" không cần đĩa CD, tương tự như thực hiện bởi Win32-Loader.
Các tính năng khác của UNetbootin là nó hỗ trợ một loạt các bản phân phối Linux, tính di động của nó, khả năng tải ảnh đĩa tùy chỉnh của nó (bao gồm file ảnh ISO), và hỗ trợ cho cả Windows và Linux. Không giống Wubi,và tương tự như Win32-Loader, khi cài đặt vào đĩa cứng, UNetbootin cài đặt vào một phân vùng, không phải là một hình ảnh đĩa, do đó tạo ra một thiết lập khởi động kép giữa Linux và Windows.